# Mazon
Mazon is een plaats (village) in de Amerikaanse staat Illinois, en valt bestuurlijk gezien onder Grundy County.

## Demografie
Bij de volkstelling in 2000 werd het aantal inwoners vastgesteld op 904. In 2006 is het aantal inwoners door het United States Census Bureau geschat op 933, een stijging van 29 (3,2%).

## Geografie
Volgens het United States Census Bureau beslaat de plaats een oppervlakte van 1,5 km², geheel bestaande uit land. Mazon ligt op ongeveer 179 m boven zeeniveau.

## Plaatsen in de nabije omgeving
De onderstaande figuur toont nabijgelegen plaatsen in een straal van 16 km rond Mazon.